# Aeroportul Truscott-Mungalalu
Aeroportul Truscott-Mungalalu (IATA: TTX, ICAO: YTST) este un aeroport din Australia de Vest, Australia.
Situat la o altitudine de 55 m, aeroportul dispune de o singură pistă. Este operat de Forțele Aeriene Regale Australiane⁠(d).